# Scheggia di vento
Scheggia di vento è un film televisivo italiano diretto da Stefania Casini.

## Trama
Una ragazza con un passato e un presente difficili, che vive ai margini della legalità, si riscatta imponendosi come velocista nell'atletica leggera.